# Institut d'urbanisme de Paris
Pour les articles homonymes, voir IUP.
 (septembre 2018).
Si vous disposez d'ouvrages ou d'articles de référence ou si vous connaissez des sites web de qualité traitant du thème abordé ici, merci de compléter l'article en donnant les références utiles à sa vérifiabilité et en les liant à la section « Notes et références ».
L’Institut d'urbanisme de Paris (IUP) est un ancien établissement d'enseignement supérieur français de formation aux métiers de l'urbanisme.
L'institut est fondé en 1919 en tant qu'École des hautes études urbaines, face à l'émergence de la question du logement, la montée des réflexions sur l’extension de l’agglomération parisienne et les équipements urbains en banlieue… Ces débats récurrents ont vu émerger la profession d’urbaniste en France, à la fin du XIXe siècle. L'école devient en 1924 l'Institut d’urbanisme de l’Université de Paris. En 1972, l'Institut est rattaché à l'Université Paris-Est Créteil Val-de-Marne et devient l’Institut d’urbanisme de Paris. En 2015, l'IUP et l'Institut français d'urbanisme (IFU) fusionnent pour former la nouvelle École d'urbanisme de Paris.
À sa dissolution dans la nouvelle EUP, l'institut compte 350 étudiants, 30 enseignants chercheurs et professionnels associés et accueille un laboratoire de recherche (Lab’Urba), en association avec l’Institut français d'urbanisme. Il était rattaché à l'Université Paris-Est Créteil Val-de-Marne, membre fondateur du pôle de recherche et d’enseignement supérieur (PRES) Université Paris-Est.

## Histoire
En 1916, l'Institut d'histoire, de géographie et d'économie urbaines est créé auprès de la Bibliothèque historique de la ville de Paris pour prolonger la réflexion de la Commission d'extension sur Paris et son agglomération (1911-1913).
En 1919, la revue La Vie urbaine est créée. Elle est l'organe principale de publication de l'École des Hautes Études Urbaines (EHEU), fondée la même année sous l'égide de Marcel Poëte et de Henri Sellier. La revue interrompt sa publication de 1940 à 1950, puis la reprend jusqu'en 1977.
En 1922, l'École nationale d'administration municipale, section de perfectionnement administratif de l'EHEU, est mise en place. En 1924, l'École des hautes études urbaines est rattachée à la Sorbonne et prend le nom d'Institut d'urbanisme de l'université de Paris (IUUP). En 1933, l'IUUP est accueilli au sein l'Institut d'art et d'archéologie près du Luxembourg, dépendant de la Sorbonne. En 1940, William Oualid, directeur de l'institut depuis 1937, en est écarté en raison de la politique antisémite du régime de Vichy.
Les événements de Mai 68 et la déconcentration universitaire voulue par Edgar Faure ont pour conséquence la délocalisation de l'IUUP, à l'époque dirigé par le juriste Georges Burdeau (qui a succédé en 1964 à l'historien Pierre Lavedan). L'institut quitte le centre de Paris pour être rattaché à une nouvelle université : Paris-Dauphine, dans le 16e arrondissement. Il prend le nom d'Institut d'urbanisme de Paris (IUP). En 1972, après quelques années d'incertitude, l'Institut d'Urbanisme de Paris rejoint l'université nouvelle de Paris-XII Val-de-Marne, localisée à Créteil, ville érigée en préfecture à la suite de la réorganisation administrative de la région parisienne ; tandis que l'Institut de géographie et d'aménagement de la Sorbonne demeure au 191, rue Saint Jacques à Paris et délivrera à partir de 1989 un DESS en aménagement et urbanisme.[style à revoir]
En 1992 : le diplôme de l'IUP (DIUP) se transforme en un DESS urbanisme et gestion des villes. En 1995, Urba+ est créée. Elle est l'association des anciens élèves de l'Institut d'urbanisme de Paris et organise des colloques sur des thèmes émergents de l'urbanisme. En 2006, les DESS et DEA de l'Institut d’urbanisme de Paris se fondent dans le master urbanisme et territoires. En 2009, les diplômes de l'IUP sont reconduits et le master prend le nom d’« urbanisme et aménagement ».
À partir de 2014, l'institut emménage à Champs-sur-Marne au sein de la Cité Descartes de Marne-la-Vallée dans le bâtiment Bienvenüe où il fusionne à la rentrée 2015 avec l'Institut Français d'Urbanisme dans une logique de regroupement de l'offre pédagogique en urbanisme au sein du PRES Université Paris-Est, sous l'appellation « École d'urbanisme de Paris ».
Le Lab’Urba s’inscrit au sein des deux principaux instituts d’urbanisme français[réf. souhaitée]. Les travaux des chercheurs du Lab'Urba (38 enseignants-chercheurs titulaires, 10 PAST[Quoi ?] et docteurs-ATER[Quoi ?], 70 doctorants) peuvent être regroupés[Selon qui ?] sous trois pôles : « Usages, modes de vie et représentations », « Actions publiques et développement des territoires » et « Conception et fabrication des espaces urbains »[réf. souhaitée].

## Offre de formation
L’Institut d’urbanisme de Paris forme des urbanistes de niveau Master et Doctorat, ayant une solide culture professionnelle pluridisciplinaire sur la ville et les territoires[réf. nécessaire].
Les diplômes de l’Institut d’urbanisme de Paris permettent l’exercice du métier d’urbaniste pour les sept domaines d’activités définis par l’Office professionnel de qualification des urbanistes (OPQU) dans son référentiel métier[réf. nécessaire].
L'institut propose un master « Urbanisme et aménagement » avec plusieurs spécialités : « Espaces urbains et démarches de projet », « Stratégies territoriales et politiques publiques », « Transport et mobilité » et « Maîtrise d’ouvrage des projets urbains ».
Environ 70 doctorants poursuivent une thèse au sein du Lab’Urba, laboratoire commun de l’Institut français d’urbanisme et de l’Institut d’urbanisme de Paris et ils proviennent d'horizons très divers : urbanistes, sociologues, géographes, architectes, économistes…[réf. souhaitée]. Les docteurs du Lab'Urba sont diplômés de l’Université Paris-Est. Près du tiers des étudiants de l’Institut d’urbanisme de Paris viennent de l’étranger (Amérique du Sud, Asie, Europe, Proche et Moyen-Orient, etc.)[réf. nécessaire].

## Personnalités associées
- Marcel Poëte, cofondateur
- Henri Sellier, cofondateur
- Pierre Lavedan
- Henri Lefebvre
- Jacqueline Beaujeu-Garnier
- Philippe Pinchemel
- Marcel Roncayolo, directeur de 1991 à 1994
- Laurent Davezies
- Thierry Paquot
- Bernard Ecrement, président